# Vardanes II
Vardanes II (em latim: Vardanes; em grego: Βαρδάνης; romaniz.: Bardánēs; em parta: *Vardān) foi um príncipe arsácida do século I que entre 55 e 58 rebelou-se no Império Arsácida e reivindicou a posição de xainxá.

## Nome
Vardanes (Βαρδάνης, Bardánēs) ou Vardânio (em latim: Vardanius; em grego: Βαρδάνιος, Bardánios) é a forma latina do persa médio Vardã (*Wardān), que pode ter derivado do parta vard- (em iraniano antigo *vr̥da-), "rosa", ou do iraniano antigo vard-, "virar". Foi registrado em grego como Ordanes (Ὀρδάνης, Ordánēs), Ordones (Ὀρδωνης, Ordōnēs) e Uardanes (Οὐαρδάνες, Ouardánēs), em aramaico de Hatra (wrdn) e armênio como Vardã (Վարդան, Vardan) e em georgiano como Vardã (em georgiano: ვარდან), Vardan) e Vardém (ვარდენ, Varden). Durante o Império Bizantino, por vezes foi usado como sinônimo do aparentado Bardas, a helenização do armênio Varde.

## Vida
Vardanes era filho de Vologases I ou Vardanes I e brevemente governante de partes do Império Arsácida. Em registros antigos, só aparece em Tácito. Caso contrário, só é conhecido por moedas datadas entre 55 e 58. Se rebelou contra Vologases I em Selêucia do Tigre de cerca de 55 a 58 e deve ter ocupado Ecbátana, já que emitiu moedas da casa da moeda de lá, com a imagem de um jovem rei sem barba usando um diadema com cinco pingentes. A ausência de lesões faciais em suas moedas o diferencia de outros governantes partas, muitos dos quais foram retratados com nódulos semelhantes a tricoepitelioma. Além disso, nada mais se sabe sobre ele.